# Sergej Romodanov
Sergej Romodanov (Livny, 12 agosto 1899 – Jaroslavl', 23 settembre 1975) è stato un attore sovietico.

## Filmografia parziale

### Attore
- Ispytanie vernosti (1954)
- Pervyj ėšelon (1955)
- Vysota (1957)

## Premi
- Artista onorato della RSFSR
- Artista popolare della RSFSR
- Premio Stalin
- Ordine della Bandiera rossa del lavoro